# Кот учёный (скульптура, Калуга)
Кот учёный — скульптура в городе Калуге, изображающая одноимённого литературного персонажа поэмы Александра Пушкина «Руслан и Людмила», установлена на ул. Степана Разина, у д. 22/48.

## История
Была торжественно открыта в августе 2013 года.
Первоначально установленный на площадке рядом с монументом 600-летию основания города, памятник был подарен Калуге Управлением финансов на празднование 642-го дня рождения города. Автор композиции — скульптор из Обнинска Сергей Вячеславович Лопухов. На постаменте можно увидеть фигуру бронзового кота и бронзовую книгу, страницы которой переворачивает лапой сказочный персонаж. Общий вес монумента составляет 900 килограммов.
В июле 2019 года калужанам было предложено решить судьбу местонахождения памятника: оставить его на прежнем месте или перенести к зданию Калужского государственного университета. По результатам голосования было принято решение переместить скульптуру учёного кота к университету. Причиной переноса скульптуры стала низкая проходимость его предыдущего места установки. Помимо этого, нахождение около учебного заведения учёного кота более символично. Вместе с переносом произошло изменение и в облике кота — на нём появились очки.